# Monumento Nacional de Governors Island
El Monumento Nacional de Governors Island, una unidad del sistema de parques nacionales de los Estados Unidos, está ubicado en la ciudad de Nueva York en 89 031 m² de Governors Island, una isla de 0,70 km² situada frente al extremo sur de la isla de Manhattan en la confluencia de los ríos Hudson y East en el puerto de Nueva York.

## Conversión a uso público
En octubre de 1995, la Guardia Costera de los Estados Unidos anunció que cerraría su base más grande, en Governors Island, como medida de ahorro de costos. La Guardia Costera había establecido la base en la isla en 1966 después de que el Ejército de los Estados Unidos cerró Fort Jay, un puesto del ejército desde 1794.
En 1996, la Guardia Costera cerró la base y la transfirió como propiedad excedente a la Administración de Servicios Generales del gobierno federal para su disposición mediante transferencia o venta. El cierre fue por iniciativa de la Guardia Costera, entonces una oficina del Departamento de Transporte, que buscaba cerrar una brecha presupuestaria de 400 millones de dólares. El cierre de la base representó un ahorro estimado de 30 millones de dólares. Dado que el cierre fue una acción iniciada por la Guardia Costera, no estuvo sujeto al proceso de Realineamiento y Cierre de la Base.
En el momento del anuncio del cierre en octubre de 1995, el presidente Bill Clinton y el senador de Nueva York Daniel Patrick Moynihan llegaron a un acuerdo informal para traspasar la isla a la ciudad y al estado de Nueva York por 1 dólar, si se podía desarrollar un plan de beneficio público. Inicialmente, la ciudad se mostró reacia a aceptar la oferta de Clinton porque no habría sido económicamente beneficiosa para la ciudad. El problema se agravó cuando el Congreso de los Estados Unidos aprobó la Ley de Presupuesto Equilibrado en agosto de 1997, que estipulaba que la GSA vendiera la isla a un valor justo de mercado para el año 2002. Se esperaba que la venta de la isla reportara al gobierno federal 500 millones de dólares.

## Establecimiento del monumento
Cuando el presidente Clinton dejó el cargo en enero de 2001, sin una resolución sobre el futuro de la isla en la mano, ya instancias de los miembros de la delegación del Congreso de Nueva York, estableció un Monumento Nacional de la Isla de los Gobernadores mediante la Proclamación Presidencial 7402 del 19 de enero de 2001. La proclamación no estableció completamente los límites del monumento, pero estableció la intención federal de preservar las fortificaciones, Fort Jay y Castle Williams, las características más antiguas e históricas de la isla. El Departamento de Justicia del presidente George W. Bush concluyó que la proclamación tenía errores técnicos, pero no revocó ni invalidó la proclamación.
En abril de 2002, en una reunión de la Casa Blanca con funcionarios de la ciudad y el estado, el presidente Bush anunció su intención de vender la isla a la ciudad y el estado de Nueva York. Si bien la Casa Blanca tenía la intención de concluir la transacción en septiembre de 2002, se necesitaron varios meses de negociaciones con funcionarios municipales, estatales y federales para resolver los problemas pendientes.
El 31 de enero de 2003, la isla fue traspasada a un intermediario, el National Trust for Historic Preservation, que adjuntó convenios restrictivos de uso de la tierra a la escritura, luego entregó la isla a dos partes: 89 031 m² fue entregado al Departamento del Interior de los Estados Unidos para su uso como monumento nacional ; y 0,61 km² fue a la Corporación de Preservación y Educación de Governors Island, formada conjuntamente por el Estado y la Ciudad de Nueva York (actualmente The Trust for Governors Island, un instrumento de la Ciudad de Nueva York) para administrar y reconstruir la isla. La Proclamación Presidencial 7647 del 7 de febrero de 2003 reafirmó formalmente el establecimiento del monumento nacional.

## Significado

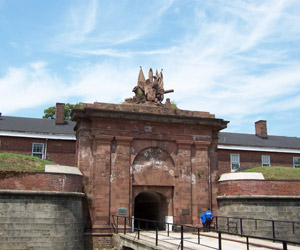
La entrada a Fort Jay, que data de 1794-1796, es la estructura más antigua de Governors Island.

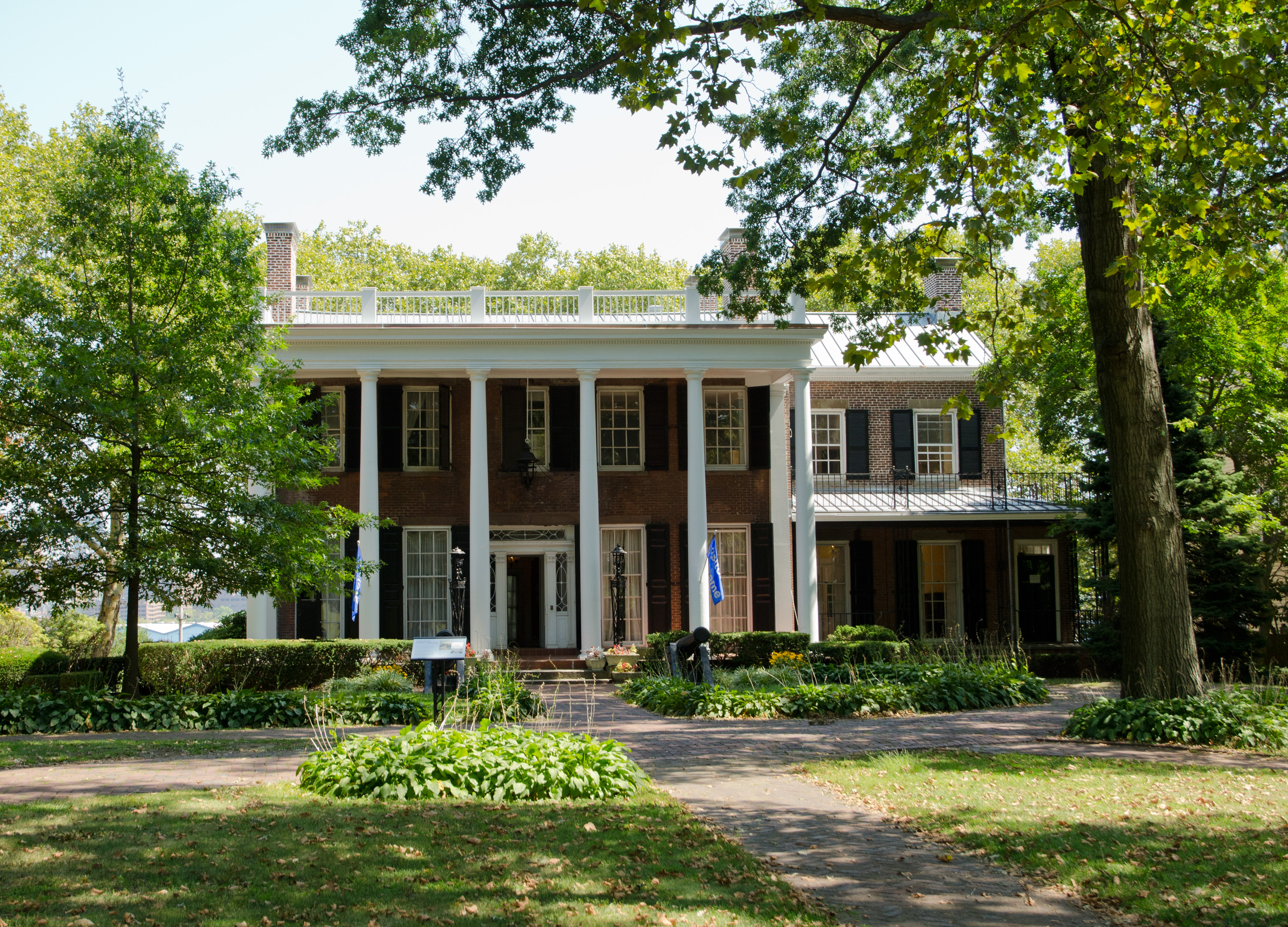
Las habitaciones del oficial al mando, conocidas como la Casa del Almirante, se encuentran justo fuera de los límites del monumento nacional, pero están incluidas en el Distrito de Monumentos Históricos Nacionales de Governors Island.

Ambas proclamaciones presidenciales señalaron que la isla sirvió como puesto de avanzada para proteger a la ciudad de Nueva York de los ataques marítimos. Entre 1806 y 1811, Castle Williams y Fort Jay se construyeron como parte del Primer y Segundo Sistema Estadounidense de Fortificación Costera; jugaron un papel importante en la Guerra de 1812, la Guerra de Secesión y la Primera y Segunda Guerra Mundial.
Las fortificaciones se construyeron en las posiciones defensivas más estratégicas de la isla. Fort Jay, construido por primera vez en la década de 1790 y reconstruido entre 1806 y 1809, se encuentra en el punto más alto de la isla. El espacio abierto circundante o glacis desciende hacia el paseo marítimo por todos lados. Castle Williams, iniciado en 1807 y terminado en noviembre de 1811, ocupa un bajío rocoso que se extendía hasta el canal del puerto en la esquina noroeste de la isla y servía como el punto defensivo estratégico más importante en la bahía superior del puerto de Nueva York.
Para la década de 1830, las funciones protectoras de ambas fortificaciones habían disminuido, pero el núcleo de un pequeño puesto urbano del Ejército evolucionó a su alrededor. En la década de 1870, con profundas reducciones en un ejército posterior a la Guerra de Secesión, el puesto se convirtió en un cuartel general importante para el Ejército, un papel que desempeñó hasta su partida en 1966. Las estructuras residenciales e institucionales que rodean las dos fortificaciones son ahora parte del Distrito Histórico Nacional de Governors Island, que contiene más de 60 estructuras relacionadas con dos siglos de la historia militar de la nación.
Dado que la isla fue administrada por el Ejército y la Guardia Costera durante casi 200 años, y ya no se requería para fines de defensa o de la Guardia Costera, el establecimiento del monumento brindó una excelente oportunidad para que el público observara y comprendiera la historia del puerto, su defensa y su ecología.
La isla y el monumento han estado abiertos según la temporada durante los meses de verano desde 2005. La isla se volvió más popular a lo largo de los años, atrayendo a 275 000 visitantes en 2009 y 800 000 visitantes en 2018.